# Daniellia oblonga
Daniellia oblonga is een soort uit de vlinderbloemenfamilie (Leguminosae). Het is een zeer grote boom die vaak meer dan 40 meter hoog wordt. Sommige exemplaren kunnen soms 60 meter hoog worden. De rechte en cilindrische stam kan een diameter van ongeveer 150 centimeter bereiken. Van de boom wordt uit het wild geoogst vanwege zijn hars en hout.
De soort komt voor in de tropische delen van westelijk Centraal-Afrika en in Tsjaad. Hij groeit daar in dichte bossen, op hoogtes tussen 80 en 700 meter. De soort staat op de Rode Lijst van de IUCN geklasseerd als 'kwetsbaar'.
De stam bevat hars, die bekend staat als 'Niger Copal'. Verder wordt uit de stam een bruine, geurige balsem of oleohars verkregen. Deze wordt gebruikt om copaiba-balsem (afkomstig van Copaifera-soorten) te versnijden, verwerkt in fakkels en gebruikt voor ontsmetting. Het hout is roodbruin met donkergroenbruine strepen en wordt gebruikt voor botenbouw, kano's en spoorbielzen.